# Parti ouvrier socialiste d'Amérique
Le Parti ouvrier socialiste d'Amérique (Socialist Labor Party of America), SLP, fondé en 1876, est le plus vieux parti socialiste des États-Unis et le deuxième plus vieux du monde. Nommé originellement Workingmen's Party of the United States (WPUS), il a changé de nom en 1877. Le parti défend une idéologie de « syndicalisme socialiste industriel » et croit en la transformation fondamentale de la société par une action politique et industrielle combinée de la classe ouvrière organisée dans des syndicats. Il se réclame ainsi des idées de Daniel De Leon. En 1981, il cesse de présenter des candidats aux élections, puis en 2008, il cesse la publication de son organe The People et clot son siège national situé à San José. Ses archives ont été transférés à l'université Duke.

## Histoire

### Pionniers et origines
En 1872, l'Internationale unissant les partis socialistes du monde entier déménage son quartier général à New York. L'organisation est profondément divisée sur les questions de tactique puisqu'une partie, dirigée par Karl Marx, croit en l'efficacité des élections et des organisations syndicales comme préliminaires à la révolution ouvrière, et une autre partie, dirigée par Mikhaïl Bakounine, soutient le renversement révolutionnaire du gouvernement. Désapprouvant fortement les techniques violentes soutenues par les anarchistes, la faction dirigée par Karl Marx sent qu'il faut les expulser de la fédération internationale à tout prix, au moment même où leur nombre était en augmentation au sein de l'organisation. Dans un dernier essai pour arrêter Bakounine et ses alliés, le Congrès de 1872 est convoqué à La Haye, une ville où Bakounine ne peut se rendre - depuis son exil suisse - sans traverser des pays où il serait immanquablement arrêté. Cette décision donne à la faction marxiste le contrôle du congrès où ils en profitent pour renforcer leurs positions en déménageant le quartier général de Londres à New York.
Plus tard au cours de l'année 1872, un congrès rassemblant des adhérents américains de l'Internationale en provenance de 22 sections se tient à New York. Ce congrès est suivi, deux ans plus tard, d'une convention à Philadelphie où est fondé un éphémère Social Democratic Workingman's Party, le premier parti politique marxiste des États-Unis.
Le mouvement socialiste reste profondément divisé en Amérique, et pas seulement entre anarchistes et sociaux-démocrates. Les nouveaux-venus en provenance d'Allemagne cherchent souvent à suivre la même approche parlementaire que celle employée par Ferdinand Lassalle et le Parti social-démocrate d'Allemagne naissant, alors que les militants établis depuis longtemps tendent souvent à soutenir une orientation syndicale. En avril 1876, une conférence préliminaire a lieu à Pittsburgh et réunit des représentants des internationalistes syndicalistes et des lassalliens pro-élections. Les participants se mettent d'accord pour appeler à la tenue d'un Congrès de l'Unité (Unity Congress) en juillet pour établir un nouveau parti politique.
Le samedi 15 juillet 1876, des délégués des sections américaines restantes de la Première Internationale se rassemblent à Philadelphie et dissolvent cette organisation. Le mercredi suivant, le 19 juillet, le Unity Congress prévu se réunit en présence de sept délégués prétendant représenter 3 000 membres répartis dans quatre organisations : les marxistes syndicalistes de l'Internationale désormais dissoute et trois groupes lassalliens - le parti des ouvriers de l'Illinois (Workingmen's Party of Illinois), la Société sociale et politique des ouvriers de Cincinnati (Social Political Workingmen's Society of Cincinnati) et le Parti social-démocrate des ouvriers d'Amérique du Nord (Social Democratic Workingmen's Party of North America). L'organisée formée lors de cette convention est connue sous le nom de Workingmen's Party of the United States (WPUS) et Philip Van Patten est élu premier Secrétaire correspondant, chargé des activités quotidiennes du parti.
Plusieurs journaux socialistes émergent également à cette époque, tous détenus par des personnes privées, notamment la Chicago Artbeiter Zeitung de Paul Grottkau, le Milwaukee Socialist de Joseph Brucker un hebdomadaire publié également à Milwaukee et appelé The Emancipator'' Les émigrés allemands dominent l'organisation bien qu'à Chicago, Albert Parsons et G.A. Schilling maintiennent une section anglophone active.
En 1877, le Workingmen's Party se réunit à Newark dans une convention au cours de laquelle il prend son nom actuel de Socialist Labor Party. L'organisation conclut une alliance électorale avec le Greenback Party, un ancêtre du Parti populiste, mais aucun grand succès électoral n'est enregistré.
Une vague de soutien pour la nouvelle organisation, reflétée par la prolifération de la presse socialiste, prend forme. Entre 1876 et 1877, pas moins de 24 journaux nouvellement établis soutiennent directement ou indirectement le SLP. Huit de ces publications sont en anglais, dont un quotidien, quatorze sont en allemand, dont sept quotidiens, et deux autres journaux sont publiés en tchèque, respectivement en suédois.
À peine deux ans plus tard, à la suite d'une crise économique, pas un seul des journaux anglophones n'a survécu. Le parti crée alors son propre journal anglophone, The National Socialist, en mai 1878, mais ne parvient à assurer la parution que pendant une année. L'année 1878 voit l'établissement d'un autre journal qui se révèle beaucoup plus durable, le New Yorker Volkszeitung, germanophone. La Volkszeitung publie des articles des meilleurs et des plus brillants socialistes germano-américains, comme notamment Alexander Jonas, Adolph Douai, Sergei Schewitsch ou Herman Schlüter. Le journal devient rapidement la voix dirigeante du SLP, et ce pour les dernières décennies du XIXe siècle.
Le SLP connaît sa première scission dès 1878. Des membres mécontents que le parti se consacre exclusivement à l'action politique et souhaitant qu'il se concentre davantage sur l'organisation des ouvriers forment le syndicat International Labor Union. Il est certes possible d'appartenir aux deux organisations, mais une animosité subsiste entre elles.
En raison de la crise économique et des querelles de factions, le nombre de membres du SLP dégringole. À la fin des années 1870, le SLP compte environ 2 600 membres, avec au moins une estimation beaucoup plus basse.

### Années 1880
Les années 1880 et 1881 voient un nouvel afflux de réfugiés politique en provenance d'Allemagne, notamment des activistes du mouvement socialistes qui ont été forcés de fuir après la répression du radicalisme lancée avec les Lois antisocialistes de 1878. Cet afflux de nouveaux membres allemands, dans une période de reflux du nombre de membres anglophones, accroît l'influence germanique au sein du SLP. Exclus de l'isoloir en raison de leur citoyenneté allemande, beaucoup de nouveaux-venus n'ont que peu d'intérêt pour la politique électorale. Le mouvement anarchiste s'étend rapidement et le débat sur les tactiques entre des socialistes orientés sur le parlementarisme et des anarchistes soutenant l'action directe devient encore plus amer.
Lors de la convention du SLP de 1881 à New York, quelques-uns des membres anarchistes et une section de New York se séparent du parti pour en créer un nouveau appelé Revolutionary Socialist Labor Party et membre de l'Association internationale des travailleurs. L'organe officiel de ce groupe dissident éphémère s'appelle The Anarchist.
En 1882, Johann Most, un ancien social-démocrate allemand devenu anarchiste, arrive en Amérique, alimentant davantage encore la croissance et le militantisme du mouvement anarchiste américain. Le SLP souffre encore plus l'année suivante lorsque le marxiste Paul Grottkau est forcé par les anarchistes de démissionner du poste d'éditeur du quotidien de Chicago la Arbeiter Zeitung. August Spies, un homme qui est exécuté plus tard lors de la répression anti-anarchiste qui suit le Massacre de Haymarket Square, prend sa place.
Après une brève lune de miel à la fin des années 1870, le SLP voit également le départ de la plupart de ses membres anglophones. L'organe anglophone du parti, le Bulletin of the Social Labor Movement, paraît mensuellement à Détroit, dans l'ombre de la puissante presse radicale germanophone de Chicago, jusqu'à ce qu'il finisse par disparaître complètement à la fin de l'année 1883. Le parti est alors si allemand que les comptes-rendus sténographiques des conventions nationales de 1884 et de 1885 ne sont publiés que dans cette langue. Dès 1885, l'organe officiel du parti est un hebdomadaire en allemand intitulé Der Sozialist. Aucun journal en anglais n'existe entre l'arrêt du Bulletin en 1883 et la création du Workingmen's Advocate en 1886. Le mouvement est alors parfois même appelé Socialistic Labor Party, plus proche de l'allemand Sozialistischen Arbeiter-Partei.
La situation des membres du parti est si triste que le Secrétaire correspondant anglophone de l'organisation, Philip Van Patten, laisse une note de suicide en avril 1883 et disparaît mystérieusement. Il refait surface plus tard, employé du gouvernement, mais non plus opposant socialiste. En 1883, le nombre de monde est descendu jusqu'à peine 1 500 personnes. La croissance au sein du mouvement radical américain a alors lieu au sein de l'organisation rivale anarchiste, l'International Working People's Association (IWPA)
La rupture entre le SLP, orienté vers les élections, et l'IWPA révolutionnaire commence à se faire au début des années 1880. Elle voit une part importante de l'aile gauche du SLP, dont des leaders aussi marquants que l'orateur anglophone Albert Parsons et l'éditeur de journaux germanophone August Spies, quitter le parti. La rupture est formalisée en 1883 lorsque le SLP et l'IWPA tiennent des conventions concurrentes, à Baltimore et, respectivement, à Pittsburgh. Lors de sa convention de Baltimore de 1883, le SLP fait un effort de vain pour rétablir l'unité organisationnelle avec l'IWPA, adoptant une proclamation particulièrement radicale au nom du parti et supprimant le poste de Secrétaire national, afin de permettre les formes de décentralisation voulues par les anarchistes.
La question de la violence se révéla être une barrière insurmontable à l'unité entre le SLP et le mouvement anarchiste. Toutefois, comme Paul Grottkau, Alexander Jonas et leurs camarades commencent à épouser à nouveau le point de vue marxiste dès 1884, le SLP commence à rebondir. En mars 1884, le SLP compte 30 sections. Deux ans plus tard, ce nombre a doublé. Trois nouveaux journaux en anglais sont créés brièvement, mais aucun n'arrive à obtenir la masse critique nécessaire d'abonnés et de publicité pour survivre.
Le SLP essaye alors à nouveau de faire une incursion dans la politique électorale américaine, malgré sa composition largement allemande, et prend une part active, en 1886, à la campagne de Henry George, avocat de l'impôt unique, pour la mairie de New York. Le parti reste toutefois presque complètement séparé du mouvement ouvrier anglophone et cherche des leaders qui pourraient franchir cette barrière des langues apparemment infranchissable.
Tout au long des années 1880, le SLP a été basé sur des sections locales, coordonnées par un Comité national exécutif basé à New York. Il faut attendre 1889 pour que des sections intermédiaires soient établies au niveau des États.

### Relations avec le mouvement ouvrier
Le SLP a essayé de devenir influent dans le mouvement ouvrier existant durant les années 1880. Dès 1881, le secrétaire national Philip Van Patten adhère aux Chevaliers du travail, le syndicat dominant d'alors. Une décennie plus tard, le SLP croit encore que les organisations syndicales établies peuvent conduire leurs propres affaires parallèlement en suivant une trajectoire socialiste. En 1891, le journal The People couvre chaque semaine les affaires de la New York Central Labor Federation, du New York Central Labor Union, de la Brooklyn Central Labor Federation, du Brooklyn Central Labor Union et de la Jersey City Central Labor Federation. Les actes des syndicats individuels dans la région de New York et dans le monde entier sont également couverts par de petits articles.
Malgré son rôle actif de leader et d'éditeur, le SLP a été incapable d'exercer la moindre influence sur les Chevaliers du travail avant que ces derniers soient déjà en déclin, au début des années 1890. En 1893, le SLP gagne le contrôle effectif sur l'assemblée du district de New York des Chevaliers du travail. La même année, les délégués socialistes à l'Assemblée générale des Chevaliers du travail sont largement responsables de la défaite de Terence Powderly et de son remplacement par J. R. Sovereign comme Grand Master Workman, le chef de l'organisation.
L'influence du SLP est alors si grande que le nouvel élu promet de nommer un membre du parti comme rédacteur en chef du Journal of the Knights of Labor. Lorsqu'il revient sur sa promesse, une violente querelle éclate, se terminant en décembre 1895 avec le refus de l'Assemblée Générale d'accepter le leader de facto du SLP, Daniel De Leon, comme délégué de l'Assemblée de District 49, conduisant à une rupture absolue des deux organisations et au retrait de la plus grande partie des membres de New York de l'organisation, hâtant ainsi encore le déclin des Chevaliers du travail.

### Arrivée de De Leon
L'année 1890 a longtemps été considérée comme un tournant pour le Parti ouvrier socialiste puisqu'elle marque le moment où l'organisation passe sous l'influence de Daniel De Leon. Né sur l'île de Curaçao, dans les Caraïbes, il a ensuite étudié en Europe, avant de se rendre aux États-Unis. Il y a résidé pendant dix-huit ans avant de commencer à jouer un rôle majeur dans le mouvement socialiste américain. En 1886, il a soutenu, comme le SLP, la candidature de Henry George à la mairie de New York. À l'automne 1890, DeLeon abandonne sa carrière universitaire pour se dévouer entièrement au SLP.
Comme le relève l'historien Bernard Johnpoll, le SLP que Daniel De Leon rejoint en 1890 diffère peu de l'organisation qui a été fondée à la fin des années 1870 : une organisation largement germanophone située dans un pays anglophone. Seules 17 des 77 sections du parti utilisent alors l'anglais comme langue de communication et seuls deux des membres du National Executives Committee parlent l'anglais couramment. L'arrivée d'un érudit multilingue très à l'aise en anglais a été vu comme un grand succès pour le SLP.
Le printemps suivant, il est engagé comme National Organizer du parti et commence à sillonner le pays entier pour parler au nom du SLP. En automne 1891, il est le candidat du SLP pour le poste de gouverneur de l'État de New York, obtenant le score respectable de 14 651 voix.
En 1892, De Leon est élu rédacteur du Weekly People, l'organe anglophone officielle du SLP. Il garde ce poste important pour le reste de sa vie, sans interruption. Bien que n'ayant jamais occupé formellement le poste de secrétaire national, il a toujours été reconnu, par ses partisans comme par ses détracteurs, comme le leader du SLP, notamment en raison de son contrôle éditorial étroit de la presse officielle du parti.

### Politique électorale initiale
Le Parti ouvrier socialiste soutient une attaque contre le capitalisme en deux volets, incluant aussi bien les composants économiques et politiques : les syndicats et les campagnes électorales.
Le SLP lance ses premiers candidats sous son nom propre en 1886, dans l'État de New York. J. Edward Hall est candidat pour le poste de gouverneur et Alexander Jonas pour celui de maire de New York. Moins de 3 000 votes sont enregistrés pour ces candidats dans l'ensemble de l'État de New York. Ce si mauvais résultat s'explique par le fait que le journal germanophone du parti, la New Yorker Volkszeitung, ainsi que certains leaders du parti, appellent à l'abstention.
Toutefois, la convention nationale de 1889 confirme la ligne d'action politique et le SLP se présente à nouveau lors des élections de 1890 à New York.
En 1891, les efforts électoraux du parti sont dirigés par la candidature de Daniel De Leon pour le poste de gouverneur de l'État de New York, comme évoqué plus haut.
Le parti nomme son premier candidat pour le poste de président des États-Unis en 1892 au cours d'une conférence nationale de l'organisation qui se tient en septembre à New York, et ce malgré le fait que le programme du parti demande la suppression des postes de président et de vice-président. La liste pour l'élection présidentielle comprend un ouvrier d'une usine de fabrication d'appareils de photos de Boston, Simon Wing, et un électricien de New York, Charles H. Matchett. Ils ne figurent toutefois que sur les bulletins de six États et réunissent un total de 21 512 votes.